# James S. Boynton

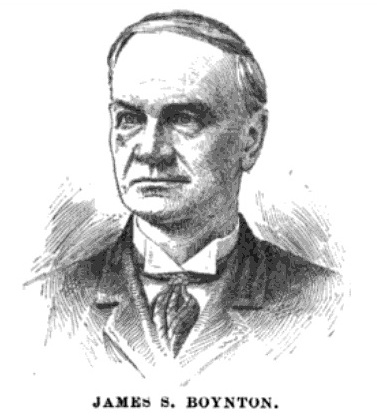
James S. Boynton

James Stoddard Boynton (7 de maio de 1833 — 22 de dezembro de 1902) foi um político e jurista norte-americano, membro do Partido Democrata.
Boynton brevemente serviu como o 51° governador da Geórgia de 1883 após a morte do governador Alexander H. Stephens. No momento da morte Stephens, Boynton estava servindo como presidente do Senado da Geórgia para que ele assumiu o governo. Seu serviço político adicional incluído o cargo de prefeito de Griffin, Georgia.
Boynton também serviu como um juiz do Condado de Spalding, Tribunal da Georgia e do Flint Circuit Superior Court.
Ele nasceu no Condado de Henry, Geórgia e se mudou para Griffin, em 1865. Boynton morreu em sua casa em Griffin em 1902 e foi enterrado no cemitério de Oak Hill na mesma cidade.